# Karel van Valois (1270-1325)
Karel I van Valois (waarschijnlijk Vincennes, 12 maart 1270 - Nogent-le-Roi, 5 of 16 december 1325) was de vierde zoon, de tweede die de volwassen leeftijd bereikte, van koning Filips III de Stoute van Frankrijk en Isabella van Aragón, de dochter van Jacobus I van Aragón. Zodoende was hij de jongere broer van koning Filips IV de Schone. Omdat de zonen van Filips IV geen (mannelijke) nakomelingen nalieten, werd Karel stamvader van de koninklijke dynastie Valois.

## Titels
- 1284–1290 titulair koning van Aragón en Valencia, graaf van Barcelona
- 1285 graaf van Valois
- 1290 graaf van Anjou en Maine (als Karel III)
- 1293 graaf van Alençon, Chartres en Perche
- 1297 pair van Frankrijk
- Anagni, in september 1301 pauselijk vicaris van Italië en stadhouder van Romagna
- 1302–1308 Latijns titulair keizer van Constantinopel
- 1314–1316 regent van Frankrijk

## Biografie

Wapen van het Huis Valois.

Middelmatig intelligent, bovengemiddeld eerzuchtig, en redelijk hebzuchtig wist Karel van Valois – als jongere zoon zonder geërfde bezittingen – zich vorstendommen te verwerven. Als zoon, broer, zwager en schoonzoon van koningen en koninginnen (van Frankrijk, Navarra, Engeland en Napels) en – na zijn dood – vader van de eerstvolgende Franse koning en schoonvader van de Duitse keizer, was het zijn levenslange droom een eigen kroon te verwerven, wat hem echter nooit is gelukt.

### Titulair koning van Aragón
In 1284 erkende paus Martinus IV hem als koning van Aragón – als zoon van Isabella van Aragón – en daarmee als vazal van de Heilige Stoel. Hierdoor was Karel een concurrent van koning Peter III van Aragón, die sinds de Siciliaanse Vespers van 1282 een tegenstander van Rome en vooral van Karel I van Anjou-Napels was. Zijn vader ondernam, tegen het advies van de kroonprins Filips de Schone, in 1284 een Kruistocht tegen Aragón om dit koninkrijk voor zijn zoon te winnen en onder Franse invloed te brengen, maar bereikte in 1285 slechts de kroning van Karel met een kardinaalshoed, wat deze laatste zo voor schut zetten dat het hem de spotnaam van "koning van de hoed" ("roi du chapeau") opleverde. Karel waagde het daarom nimmer de scepter, die hij voor deze gelegenheid had laten vervaardigen, te gebruiken. De Kruistocht eindigde in een militaire mislukking, koning Filips III stierf en de nieuwe koning Filips IV maakte onmiddellijk een einde aan de veldtocht.
Karel moest de kroon van Aragón opgeven en ontving in 1290 als troost de hand van zijn nicht Margaretha van Anjou, dochter van Karel II van Napels, die de graafschappen Anjou en Maine als bruidsschat met zich meebracht.

### Veldheer
Karels grootste kwaliteit was als veldheer. In de in 1297 uitgebroken oorlog van Frankrijk tegen Engeland en Vlaanderen voerde hij succesvol het bevel over een veldtocht in Gascogne en aansluitend in Vlaanderen (waarbij hij graaf Gwijde van Dampierre en diens twee zonen wist gevangen te nemen), waaruit zijn koninklijke broer een beetje overhaast besloot, dat Karel ook een veldtocht in Italië kon aanvoeren om daar de, tegen Aragón in het nauw gebrachte, neef uit het koninkrijk Napels te hulp te komen. Met de heimelijke goedkeuring van de paus, kwam Karel zijn schoonvader Karel II van Napels te hulp. Hij werd tot pauselijk vicaris voor Italië benoemd en verloor zich in de troebelen van de Italiaanse politiek, compromitteerde zich in 1302 door een bloedbad in Florence en financiële afpersingen, landde op Sicilië waar hij zijn reputatie als plunderaar bevestigde en keerde – na zichzelf een slechte naam te hebben bezorgd – in 1301/1302 naar Frankrijk terug. Zijn inmenging had evenwel invloed op het sluiten van de vrede van Caltabellotta (1302), die een einde maakte aan de oorlog tussen Napels en Sicilië.

### Titulair keizer van Constantinopel
Nadat Karel opnieuw met succes in Vlaanderen had gestreden, droomde hij nu van de keizerkroon van Constantinopel. Hij was in 1301 (twee jaar na het overlijden van zijn eerste echtgenote) met Catherine de Courtenay getrouwd, die als nicht en erfgename van de laatste Latijnse keizer van Constantinopel, Boudewijn II van Namen, titulaire keizerin van Constantinopel was.
Karel sloot in 1306 een overkomst met Venetië en won ook de vorsten van de Serven voor zich als bondgenoten. Paus Clemens V legde de Byzantijnse keizer Andronikos II Palaiologos een Kerkban op en gaf daarmee zijn goedkeuring aan de herovering van Constantinopel. Voorts wist Karel de Byzantijnse stadhouder van Thessaloniki en Sardes en vooral de Catalaanse Compagnie voor zijn zaak te winnen. In 1308 landde Karels gevolmachtigde, Thibaud de Cepoy, met elf Venetiaanse schepen op Euboea en nam het eiland met succes voor zijn heer in bezit. Doch de veldtocht liep vervolgens niet zoals was gepland, want de Catalaanse Compagnie trok eerst naar Thessalië en uiteindelijk naar het Latijnse hertogdom Athene, waar de huurlingen in 1311 hertog Walter van Brienne aan de Cephissus vernietigend versloegen en zich zo tot nieuwe heren van Athene opwierpen. De Catalanen toonden nog maar weinig interesse voor de verovering van Constantinopel waardoor Karels ambities een stille dood stierven. In 1307 of 1308 was Catherine de Courtenay gestorven en de rechtstitel ging op hun dochter, Catharina, over die in 1313 met Filips van Tarente (een zoon van Karel II van Napels) was getrouwd.

### Kandidaat voor de Duitse kroon en regent in Frankrijk
Karel deed nog een laatste greep naar een kroon nadat de rooms-koning Albrecht I in 1308 was vermoord. Karel stelde zich tijdens de nu volgende koningsverkiezing kandidaat, aangemoedigd door zijn broer Filips de Schone. Deze wou enerzijds niet zelf het risico van een mislukking op zich nemen, maar zag anderzijds het nut in van een stroman op de Duitse troon te kunnen plaatsen. De kandidatuur mislukte echter door de afwijzing van Karel door de Duitse keurvorsten en de paus, waarop Hendrik VII uit het huis Luxemburg werd verkozen.
Karel en zijn oudere broer hadden hun hele leven lang als broers een nauwe band met elkaar, daar beiden onder het hertrouwen van hun vader met Maria van Brabant hadden geleden. Karel kon echter geen groot voordeel hieruit halen, daar Filips zich van het geringe talent van zijn broer bewust was en hem niet de verantwoordelijkheden toekende die gewoonlijk aan een prins van den bloede werden toegekend. Het was Karel van Valois, die in 1311 het koninklijk gezantschap bij de samenkomst in Doornik met de Oriflamme leidde en daarbij ruzie kreeg met de koninklijke raadsheer Enguerrand de Marigny, die hem openlijk overschaduwde. De broer van de koning zou dit affront nooit vergeten en bleef de verbitterdste vijand van Marigny ook na de dood van de koning.
Tijdens de regering van zijn neef, koning Lodewijk X de Twister (1314-1316), was Karel uiteindelijk de invloedrijkste raadgever van de koning en bevond hij zich op het hoogtepunt van zijn carrière. Kort voor zijn dood in 1316 stelde de koning hem zelfs aan het hoofd van de regentschapsraad voor de vacante troon en liet Karel zo in de hoop ook na Lodewijks dood een belangrijke politieke rol te kunnen spelen. Doch de broer van de koning, graaf Filips van Poitou, trok in juli 1316 Parijs binnen en werd door de pairs onmiddellijk als nieuwe regent van Frankrijk erkend. Filips werd nog datzelfde jaar als Filips V zelf koning en bij zijn dood in 1324 dacht dan niemand meer aan de graaf van Valois. Desondanks commandeerde hij in dat jaar noch eenmaal tijdens de oorlog van Saint-Sardos met succes een leger van de nieuwe koning, Karel IV de Schone, in Guyenne tegen de koning van Engeland, Eduard II van Engeland.
Karel van Valois stierf in december 1325 en werd in de Sint-Jacobskerk in Parijs ter aarde besteld.

## Huwelijken en nakomelingen
Karel trouwde drie keer en had bij zijn drie echtgenoten in totaal veertien kinderen.
Hij trouwde op 16 augustus 1290 met zijn eerste vrouw, Margaretha van Anjou (vermoedelijk 1273 - 31 december 1299), in Corbeil. Zij was een dochter van koning Karel II van Napels en werd in de Sint-Jacobskerk in Parijs begraven. Het paar had zes kinderen:
- Isabella (1292-1309)
  - ∞ begin 1297 met hertog Jan III van Bretagne (1286-1341)
- Filips (1293-1350), vanaf 1328 als Filips VI koning van Frankrijk
- Johanna, (waarschijnlijk 1294-7 maart 1352 in de Cisterciënzerabdij van Fontenelle, als weduwe geestelijke in Fontenelle
  - ∞ 19 mei 1305 in Chauny met graaf Willem III van Henegouwen en Holland
- Margaretha (waarschijnlijk 1295-juli 1342)
  - ∞ na 6 oktober 1310 met Gwijde I van Châtillon (-1342), graaf van Blois en Dunois
- Karel II (?-26 augustus 1346 in de Slag bij Crécy), vanaf 1325 graaf van Alençon
- Catharina (1299-?), begraven in de abdij van Le Val-de-Séry

Hij trouwde voor een tweede maal in 1301 met Catherina van Courtenay (ca. 1275–1307/1308), titulaire keizerin van Constantinopel en vrouwe van Courtenay, Bernissart, enz., titulaire markgravin van Namen. Deze erfdochter van Filips van Courtenay (-1283), titulair keizer van Constantinopel, werd eveneens in de Sint-Jacobskerk begraven. Het paar had vier kinderen:
- Jan, graaf van Chartres (1302–1308);
- Catherina van Valois-Courtenay (1303–1346), trouwde op 29 juli 1313 in Fontainebleau met Filips van Tarente (1278-1332)
- Johanna (1304–1363), trouwde rond 1320 met Robert van Artesië (1287-1342)
- Isabella (1306–1349), sinds 1342 abdis van Fontevrault.

Hij trouwde in juni 1308 in Poitiers met Mathilde van Châtillon (waarschijnlijk 1293-3 oktober 1358), dochter van Gwijde III van Châtillon, graaf van Saint-Pol, die in het Couvent des Cordelières in Parijs werd begraven. Karel en Mathilde hadden vier kinderen:
- Maria, (waarschijnlijk 1309-1331)
  - ∞ 11 januari 1324 per procura, in persoon tussen 22 januari en mei 1324 met hertog Karel van Calabrië (-10 november 1328)
- Isabella (waarschijnlijk 1313-Parijs, 26 juli 1383), geestelijke in het Couvent des Cordelières in Saint-Marcel bij Parijs, daar ook begraven
  - ∞ 25 januari 1337 met hertog Peter I van Bourbon (-gevallen in 1356 in de slag bij Poitiers)
- Blanca (Margarete) (1317-1 augustus 1348, begraven in Praag)
  - ∞ 8 mei 1329 in Praag met Karel IV van Luxemburg (-1378), vanaf 1346 rooms-koning en koning van Bohemen, vanaf 1355 keizer
- Lodewijk (1318-2 november 1328, begraven in de Minorietenkerk in Parijs), graaf van Chartres

## Kwartierstaat (voorouders)
| Lodewijk VIII van Frankrijk (1187–1226) | Lodewijk VIII van Frankrijk (1187–1226) | Lodewijk VIII van Frankrijk (1187–1226) | Lodewijk VIII van Frankrijk (1187–1226) | Lodewijk VIII van Frankrijk (1187–1226) | Lodewijk VIII van Frankrijk (1187–1226) | Blanca van Castilië (1188-1252)       | Blanca van Castilië (1188-1252)       | Blanca van Castilië (1188-1252)       | Blanca van Castilië (1188-1252)       | Blanca van Castilië (1188-1252)      | Blanca van Castilië (1188-1252)      |                                      |                                      | Raymond Berengarius V van Provence (1198-1245) | Raymond Berengarius V van Provence (1198-1245) | Raymond Berengarius V van Provence (1198-1245) | Raymond Berengarius V van Provence (1198-1245) | Raymond Berengarius V van Provence (1198-1245) | Raymond Berengarius V van Provence (1198-1245) | Beatrix van Savoye (1205-1266)      | Beatrix van Savoye (1205-1266)      | Beatrix van Savoye (1205-1266) | Beatrix van Savoye (1205-1266) | Beatrix van Savoye (1205-1266)        | Beatrix van Savoye (1205-1266)        |                                       |                                       | Peter II van Aragón (1174-1213)       | Peter II van Aragón (1174-1213)       | Peter II van Aragón (1174-1213) | Peter II van Aragón (1174-1213) | Peter II van Aragón (1174-1213)  | Peter II van Aragón (1174-1213)  | Maria van Montpellier (1182-1213) | Maria van Montpellier (1182-1213) | Maria van Montpellier (1182-1213) | Maria van Montpellier (1182-1213) | Maria van Montpellier (1182-1213) | Maria van Montpellier (1182-1213) |                                 |                                 | Andreas II van Hongarije (ca. 1175-1235) | Andreas II van Hongarije (ca. 1175-1235) | Andreas II van Hongarije (ca. 1175-1235) | Andreas II van Hongarije (ca. 1175-1235) | Andreas II van Hongarije (ca. 1175-1235) | Andreas II van Hongarije (ca. 1175-1235) | Yolande van Courtenay (1200-1233) | Yolande van Courtenay (1200-1233) | Yolande van Courtenay (1200-1233) | Yolande van Courtenay (1200-1233) | Yolande van Courtenay (1200-1233) | Yolande van Courtenay (1200-1233) |  |  |  |  |  |  |  |  |  |  |  |  |  |  |  |  |  |  |  |  |  |  |  |  |  |  |  |  |  |  |  |  |  |  |  |  |  |  |  |  |  |  |  |  |  |  |  |  |
| Lodewijk VIII van Frankrijk (1187–1226) | Lodewijk VIII van Frankrijk (1187–1226) | Lodewijk VIII van Frankrijk (1187–1226) | Lodewijk VIII van Frankrijk (1187–1226) | Lodewijk VIII van Frankrijk (1187–1226) | Lodewijk VIII van Frankrijk (1187–1226) | Blanca van Castilië (1188-1252)       | Blanca van Castilië (1188-1252)       | Blanca van Castilië (1188-1252)       | Blanca van Castilië (1188-1252)       | Blanca van Castilië (1188-1252)      | Blanca van Castilië (1188-1252)      |                                      |                                      | Raymond Berengarius V van Provence (1198-1245) | Raymond Berengarius V van Provence (1198-1245) | Raymond Berengarius V van Provence (1198-1245) | Raymond Berengarius V van Provence (1198-1245) | Raymond Berengarius V van Provence (1198-1245) | Raymond Berengarius V van Provence (1198-1245) | Beatrix van Savoye (1205-1266)      | Beatrix van Savoye (1205-1266)      | Beatrix van Savoye (1205-1266) | Beatrix van Savoye (1205-1266) | Beatrix van Savoye (1205-1266)        | Beatrix van Savoye (1205-1266)        |                                       |                                       | Peter II van Aragón (1174-1213)       | Peter II van Aragón (1174-1213)       | Peter II van Aragón (1174-1213) | Peter II van Aragón (1174-1213) | Peter II van Aragón (1174-1213)  | Peter II van Aragón (1174-1213)  | Maria van Montpellier (1182-1213) | Maria van Montpellier (1182-1213) | Maria van Montpellier (1182-1213) | Maria van Montpellier (1182-1213) | Maria van Montpellier (1182-1213) | Maria van Montpellier (1182-1213) |                                 |                                 | Andreas II van Hongarije (ca. 1175-1235) | Andreas II van Hongarije (ca. 1175-1235) | Andreas II van Hongarije (ca. 1175-1235) | Andreas II van Hongarije (ca. 1175-1235) | Andreas II van Hongarije (ca. 1175-1235) | Andreas II van Hongarije (ca. 1175-1235) | Yolande van Courtenay (1200-1233) | Yolande van Courtenay (1200-1233) | Yolande van Courtenay (1200-1233) | Yolande van Courtenay (1200-1233) | Yolande van Courtenay (1200-1233) | Yolande van Courtenay (1200-1233) |  |  |  |  |  |  |  |  |  |  |  |  |  |  |  |  |  |  |  |  |  |  |  |  |  |  |  |  |  |  |  |  |  |  |  |  |  |  |  |  |  |  |  |  |  |  |  |  |
|                                         |                                         |                                         |                                         |                                         |                                         |                                       |                                       |                                       |                                       |                                      |                                      |                                      |                                      |                                                |                                                |                                                |                                                |                                                |                                                |                                     |                                     |                                |                                |                                       |                                       |                                       |                                       |                                       |                                       |                                 |                                 |                                  |                                  |                                   |                                   |                                   |                                   |                                   |                                   |                                 |                                 |                                          |                                          |                                          |                                          |                                          |                                          |                                   |                                   |                                   |                                   |                                   |                                   |  |  |  |  |  |  |  |  |  |  |  |  |  |  |  |  |  |  |  |  |  |  |  |  |  |  |  |  |  |  |  |  |  |  |  |  |  |  |  |  |  |  |  |  |  |  |  |  |
|                                         |                                         |                                         |                                         | Lodewijk IX van Frankrijk (1214-1270)   | Lodewijk IX van Frankrijk (1214-1270)   | Lodewijk IX van Frankrijk (1214-1270) | Lodewijk IX van Frankrijk (1214-1270) | Lodewijk IX van Frankrijk (1214-1270) | Lodewijk IX van Frankrijk (1214-1270) |                                      |                                      |                                      |                                      |                                                |                                                | Margaretha van Provence (1221-1295)            | Margaretha van Provence (1221-1295)            | Margaretha van Provence (1221-1295)            | Margaretha van Provence (1221-1295)            | Margaretha van Provence (1221-1295) | Margaretha van Provence (1221-1295) |                                |                                |                                       |                                       |                                       |                                       |                                       |                                       |                                 |                                 | Jacobus I van Aragón (1208-1276) | Jacobus I van Aragón (1208-1276) | Jacobus I van Aragón (1208-1276)  | Jacobus I van Aragón (1208-1276)  | Jacobus I van Aragón (1208-1276)  | Jacobus I van Aragón (1208-1276)  |                                   |                                   |                                 |                                 |                                          |                                          | Jolanda van Hongarije (1215-1251)        | Jolanda van Hongarije (1215-1251)        | Jolanda van Hongarije (1215-1251)        | Jolanda van Hongarije (1215-1251)        | Jolanda van Hongarije (1215-1251) | Jolanda van Hongarije (1215-1251) |                                   |                                   |                                   |                                   |  |  |  |  |  |  |  |  |  |  |  |  |  |  |  |  |  |  |  |  |  |  |  |  |  |  |  |  |  |  |  |  |  |  |  |  |  |  |  |  |  |  |  |  |  |  |  |  |
|                                         |                                         |                                         |                                         | Lodewijk IX van Frankrijk (1214-1270)   | Lodewijk IX van Frankrijk (1214-1270)   | Lodewijk IX van Frankrijk (1214-1270) | Lodewijk IX van Frankrijk (1214-1270) | Lodewijk IX van Frankrijk (1214-1270) | Lodewijk IX van Frankrijk (1214-1270) |                                      |                                      |                                      |                                      |                                                |                                                | Margaretha van Provence (1221-1295)            | Margaretha van Provence (1221-1295)            | Margaretha van Provence (1221-1295)            | Margaretha van Provence (1221-1295)            | Margaretha van Provence (1221-1295) | Margaretha van Provence (1221-1295) |                                |                                |                                       |                                       |                                       |                                       |                                       |                                       |                                 |                                 | Jacobus I van Aragón (1208-1276) | Jacobus I van Aragón (1208-1276) | Jacobus I van Aragón (1208-1276)  | Jacobus I van Aragón (1208-1276)  | Jacobus I van Aragón (1208-1276)  | Jacobus I van Aragón (1208-1276)  |                                   |                                   |                                 |                                 |                                          |                                          | Jolanda van Hongarije (1215-1251)        | Jolanda van Hongarije (1215-1251)        | Jolanda van Hongarije (1215-1251)        | Jolanda van Hongarije (1215-1251)        | Jolanda van Hongarije (1215-1251) | Jolanda van Hongarije (1215-1251) |                                   |                                   |                                   |                                   |  |  |  |  |  |  |  |  |  |  |  |  |  |  |  |  |  |  |  |  |  |  |  |  |  |  |  |  |  |  |  |  |  |  |  |  |  |  |  |  |  |  |  |  |  |  |  |  |
|                                         |                                         |                                         |                                         |                                         |                                         |                                       |                                       |                                       |                                       | Filips III van Frankrijk (1245-1285) | Filips III van Frankrijk (1245-1285) | Filips III van Frankrijk (1245-1285) | Filips III van Frankrijk (1245-1285) | Filips III van Frankrijk (1245-1285)           | Filips III van Frankrijk (1245-1285)           |                                                |                                                |                                                |                                                |                                     |                                     |                                |                                |                                       |                                       |                                       |                                       |                                       |                                       |                                 |                                 |                                  |                                  |                                   |                                   |                                   |                                   | Isabella van Aragón (1247-1271)   | Isabella van Aragón (1247-1271)   | Isabella van Aragón (1247-1271) | Isabella van Aragón (1247-1271) | Isabella van Aragón (1247-1271)          | Isabella van Aragón (1247-1271)          |                                          |                                          |                                          |                                          |                                   |                                   |                                   |                                   |                                   |                                   |  |  |  |  |  |  |  |  |  |  |  |  |  |  |  |  |  |  |  |  |  |  |  |  |  |  |  |  |  |  |  |  |  |  |  |  |  |  |  |  |  |  |  |  |  |  |  |  |
|                                         |                                         |                                         |                                         |                                         |                                         |                                       |                                       |                                       |                                       | Filips III van Frankrijk (1245-1285) | Filips III van Frankrijk (1245-1285) | Filips III van Frankrijk (1245-1285) | Filips III van Frankrijk (1245-1285) | Filips III van Frankrijk (1245-1285)           | Filips III van Frankrijk (1245-1285)           |                                                |                                                |                                                |                                                |                                     |                                     |                                |                                |                                       |                                       |                                       |                                       |                                       |                                       |                                 |                                 |                                  |                                  |                                   |                                   |                                   |                                   | Isabella van Aragón (1247-1271)   | Isabella van Aragón (1247-1271)   | Isabella van Aragón (1247-1271) | Isabella van Aragón (1247-1271) | Isabella van Aragón (1247-1271)          | Isabella van Aragón (1247-1271)          |                                          |                                          |                                          |                                          |                                   |                                   |                                   |                                   |                                   |                                   |  |  |  |  |  |  |  |  |  |  |  |  |  |  |  |  |  |  |  |  |  |  |  |  |  |  |  |  |  |  |  |  |  |  |  |  |  |  |  |  |  |  |  |  |  |  |  |  |
|                                         |                                         |                                         |                                         |                                         |                                         |                                       |                                       |                                       |                                       |                                      |                                      |                                      |                                      |                                                |                                                |                                                |                                                |                                                |                                                |                                     |                                     |                                |                                |                                       |                                       |                                       |                                       |                                       |                                       |                                 |                                 |                                  |                                  |                                   |                                   |                                   |                                   |                                   |                                   |                                 |                                 |                                          |                                          |                                          |                                          |                                          |                                          |                                   |                                   |                                   |                                   |                                   |                                   |  |  |  |  |  |  |  |  |  |  |  |  |  |  |  |  |  |  |  |  |  |  |  |  |  |  |  |  |  |  |  |  |  |  |  |  |  |  |  |  |  |  |  |  |  |  |  |  |
|                                         |                                         |                                         |                                         |                                         |                                         |                                       |                                       |                                       |                                       |                                      |                                      |                                      |                                      |                                                |                                                |                                                |                                                |                                                |                                                |                                     |                                     |                                |                                |                                       |                                       |                                       |                                       |                                       |                                       |                                 |                                 |                                  |                                  |                                   |                                   |                                   |                                   |                                   |                                   |                                 |                                 |                                          |                                          |                                          |                                          |                                          |                                          |                                   |                                   |                                   |                                   |                                   |                                   |  |  |  |  |  |  |  |  |  |  |  |  |  |  |  |  |  |  |  |  |  |  |  |  |  |  |  |  |  |  |  |  |  |  |  |  |  |  |  |  |  |  |  |  |  |  |  |  |
|                                         |                                         |                                         |                                         |                                         |                                         |                                       |                                       |                                       |                                       |                                      |                                      |                                      |                                      | Lodewijk van Frankrijk (1266 – 1276)           | Lodewijk van Frankrijk (1266 – 1276)           | Lodewijk van Frankrijk (1266 – 1276)           | Lodewijk van Frankrijk (1266 – 1276)           | Lodewijk van Frankrijk (1266 – 1276)           | Lodewijk van Frankrijk (1266 – 1276)           |                                     |                                     |                                |                                | Filips IV van Frankrijk (1268 – 1314) | Filips IV van Frankrijk (1268 – 1314) | Filips IV van Frankrijk (1268 – 1314) | Filips IV van Frankrijk (1268 – 1314) | Filips IV van Frankrijk (1268 – 1314) | Filips IV van Frankrijk (1268 – 1314) |                                 |                                 |                                  |                                  | Karel van Valois (1270-1325)      | Karel van Valois (1270-1325)      | Karel van Valois (1270-1325)      | Karel van Valois (1270-1325)      | Karel van Valois (1270-1325)      | Karel van Valois (1270-1325)      |                                 |                                 |                                          |                                          |                                          |                                          |                                          |                                          |                                   |                                   |                                   |                                   |                                   |                                   |  |  |  |  |  |  |  |  |  |  |  |  |  |  |  |  |  |  |  |  |  |  |  |  |  |  |  |  |  |  |  |  |  |  |  |  |  |  |  |  |  |  |  |  |  |  |  |  |